# U-God
Лэмонт Хокинс (известен также под псевдонимом U-God: род. 11 ноября 1970 или 11 октября 1970, Бруклин, Нью-Йорк) — американский рэпер, участник коллектива Wu-Tang Clan, также лидер группы «Hillside Scramblers». Он был в Wu-Tang Clan с момента основания, также известен своим глубоким, ритмичным потоком, который может быть и грубым, и гладким.

## Биография
Хокинс родился в Браунсвилле, Бруклин, штат Нью-Йорк. Позже, будучи подростком, переехал на Статен-Айленд. Занимался битбоксом, а позже познакомился с будущими членами клана Method Man, Inspectah Deck. Его другом детства является Raekwon. Незадолго до объединения членов клана U-God стал наставником Cappadonna по рэпу. Вскоре он подружился с RZA и Ghostface Killah и позже начал рифмовать под псевдонимом «Allas Golden», которой был придуман на основе фильма про кунг-фу, который назывался Kid with the Golden Arm. Так появился псевдоним U-God.

### Сольная карьера
5 октября 1999 г. вышел первый сольный альбом рэпера «Golden Arms Redemption». Альбом содержал 2 сингла: «Dat’s Gangsta» и «Bizarre». Первый был использован как главная песня в игре «Wu-tang: Shaolin Style». «Bizarre» дебютировал на 7-й строке в чарте «Billboard Hot 100». Позже он выпустил ещё два сольных альбома: «Mr. Xcitement» был выпущен 13 сентября 2005 года, а 23 июня 2009 — Dopium.

### Дискография
- «Golden Arms Redemption» (1999)
- «Mr. Xcitement» (2005)
- «Dopium» (2009)
- «Keynote Speaker» (2013)
- «Venom» (2018)